# پربرده
پربرده (به آلمانی: Prebberede) یک شهر در آلمان است که در Rostock District واقع شده‌است. پربرده ۸۱۵ نفر جمعیت دارد.